# De lege lata
De lege lata o lex lata, es una locución latina que significa «según la ley existente». Se aplica para referirse a la legislación establecida, tal como se encuentra en la actualidad.

## Usos
La expresión es utilizada habitualmente en la literatura jurídica (tratados, manuales, ensayos, memorias) y en la jurisprudencia (sentencias), cuando los autores o los jueces, respectivamente, se refieren a la legislación vigente sobre una materia determinada. Por ejemplo, «La omisión en el código penal español: análisis de lege lata y propuesta de lege ferenda».
Se opone a la expresión de lege ferenda, que se refiere a una futura y eventual reforma en la legislación actual.